# Zombie Attack
Albums de Tankard
Alcoholic Metal
(1985) Chemical Invasion
(1987)
Zombie Attack est le premier album studio du groupe de thrash metal allemand Tankard. L'album est sorti en juillet 1986 sous le label Noise Records.
En 2005, Zombie Attack est ressorti en double disque avec leur album Chemical Invasion qui lui est sorti en 1987.

## Musiciens
- Andreas "Gerre" Geremia - chant
- Axel Katzmann - guitare
- Andy Bulgaropulos - guitare
- Frank Thorwarth - basse
- Oliver "O.W." Werner - batterie

## Liste des morceaux
1. Zombie Attack 3:51
2. Acid Death 4:16
3. Mercenary 3:27
4. Maniac Forces 5:09
5. Alcohol 2:09
6. (Empty) Tankard 4:46
7. Thrash 'Till Death 2:32
8. Chains 3:38
9. Poison 4:00
10. Screamin' Victims 3:03